# Чач (Великопольське воєводство)
Чач (пол. Czacz, нім. Schatz) — село в Польщі, у гміні Сміґель Косцянського повіту Великопольського воєводства.
Населення — 1328 осіб (2011).
У 1975-1998 роках село належало до Лешненського воєводства.

## Демографія
Демографічна структура станом на 31 березня 2011 року:
|          | Загалом | Допрацездатний вік | Працездатний вік | Постпрацездатний вік |
| -------- | ------- | ------------------ | ---------------- | -------------------- |
| Чоловіки | 666     | 167                | 446              | 53                   |
| Жінки    | 662     | 148                | 400              | 114                  |
| Разом    | 1328    | 315                | 846              | 167                  |